# Sonhos Traídos
Sonhos Traídos é uma telenovela portuguesa, transmitida pela TVI no ano de 2002. É da autoria de Maria João Mira, em colaboração com Virgílio Castelo.
Foi reposta várias vezes: no canal RTP África, em 2006; nas madrugadas da TVI, em 2012 e em 2015; e na TVI Ficção, entre 1 de abril e 17 de setembro de 2013. 

## Sinopse
Esta é a história de Luísa Garrido (Cristina Carvalhal), Susana Garrido (Mafalda Vilhena), Maria José (Zé) Garrido (Susana Arrais) e Benedita Garrido (Danae Magalhães). Quatro irmãs solteiras, filhas de António Manuel Garrido (Henrique Viana), um rico empresário português de 65 anos que se estabeleceu há longos anos na Venezuela, onde tem interesses na extração de diamantes. 
A história começa na Venezuela, na época atual. Luísa, Susana, Zé e Benedita esperam o pai quando ouvem a notícia no telejornal: uma tremenda explosão numa mina deixou soterradas algumas dezenas de mineiros e o proprietário, o português António Garrido. A notícia da sua morte confirma-se com o passar dos dias e as operações de salvamento terminam. No entanto, o corpo de António nunca foi encontrado... 
As quatro irmãs dependem agora exclusivamente de si mesmas. Dos negócios do pai pouco sabiam. António sempre fora um homem fechado e enigmático, características que se acentuaram com a morte da mulher. Tinha longas ausências, sempre explicadas pelas viagens de negócios à Europa e aos Estados Unidos. A mina de diamantes, a sua principal fonte de rendimentos, ficou destruída com a explosão. Da fortuna que se supunha possuir, nada resta.
Os advogados explicam que todo o dinheiro teria sido investido em negócios, entretanto comprometidos pela instável situação no país e pelas últimas grandes cheias que arruinaram a produção agrícola. António deixou atrás de si empresas falidas, um monte de dívidas e quatro filhas abandonadas à sua sorte. A situação na Venezuela está complicada, é difícil arranjar emprego, sobretudo para quem, como as quatro irmãs, nada sabe fazer. Até agora, nunca tinham precisado de trabalhar. Nem a própria casa conseguem manter pois está hipotecada. 
Sem dinheiro e sem apoios, as quatro irmãs sentem-se perdidas e a terra onde nasceram já não as quer. No meio do desespero, é uma herança esquecida que aparece como salvação. Uma velha casa no Bairro Stº António, um bairro típico em Lisboa, que ficou na família após a morte de uma tia solteira, irmã da mãe. Ninguém faz ideia de como será Portugal, ou Lisboa, muito menos o Bairro Stº António. Partir não é uma decisão fácil. Nada as liga a Portugal. Não têm lá família próxima, nem conhecem o país. Luísa terá que deixar Miguel (Adriano Luz). 
O estado de saúde de Benedita desaconselha mudanças bruscas. Susana, que nunca gostou da Venezuela, acha que Portugal é uma terra sem oportunidades e advoga a escolha de outro destino. Só Zé, como sempre, está disposta a partir à descoberta de uma vida nova...

## Elenco Principal
- Cristina Carvalhal - Luísa Garrido (Protagonista)
- Mafalda Vilhena - Susana Garrido (Antagonista)
- Susana Arrais - Maria José Garrido (Protagonista)
- Danae Magalhães - Benedita (Benny) Garrido (Protagonista)
- Eunice Muñoz (†) - Alice Silva (Protagonista)
- Ruy de Carvalho - Henrique Teixeira Pinto (Sócrates) (Protagonista)
- Henrique Viana (†) - António Manuel Garrido (Antagonista)
- Adriano Luz - Miguel (Co-Protagonista)
- Pêpê Rapazote - António (Tóni do Miradouro) Veiga / Dr. Tomás (Co-Protagonista)
- Orlando Costa - Abel Guerreiro
- André Gago - Carlos Reis
- Filomena Gonçalves - Maria de Lurdes Pereira
- Helena Isabel - Gabriela Sousa
- Sílvia Rizzo - Joana (Joaninha) Veiga
- José Neto - Alexandre Pereira
- João Maria Pinto - Nicolau Gonçalves
- Ana Rocha - Dulce Campos
- Maria Emília Correia - Teresa Moutinho
- Delfina Cruz (†) - Branca Ferreira
- Patrícia Bull - Sara Melo
- Artur Agostinho (†) - Vicente
- Patrícia Candoso - Catarina Sousa
- Lourenço Tamagnini - Guilherme (Gui) Reis
- Diogo Amaral - Martim Sousa
- Manuel Moreira - José Pereira
- Ricardo Pereira - João

Elenco Infantil
- Ana Rita Machado - Frederica (Fred) Ferreira
- António Pedro Gonçalves - Francisco (Kiko) Campos
- David Sousa - Rui
- Hugo Barradas - Carlos Jorge Martins (Cajó)
- Tiago Seixas Costa - Vasco (Vasquinho)

## Banda sonora
- Sonhos Traídos - Maxi
- Deixa-se Ir - Dina
- Sócrates - Instrumental (Tema de Socrates)
- Aqui No Bairro - Bombocas
- Amnesia II - Antonio Cardoso
- Fica Em Mim - Paulo Jorge
- A Vida E Tal Igual - Ramires
- Essa Fada - GNR
- Mais vale nunca - GNR